# 신진 퍼블리카
신진 퍼블리카(Shinjin Publica)는 대한민국의 자동차 회사인 신진자동차공업이 일본의 토요타가 만든 퍼블리카를 대한민국에 도입, 라이선스 생산한 차종이다. 1967년 11월부터 생산이 시작된 퍼블리카는 오너 드라이버들의 증가에 기여했다. 저우 4원칙으로 토요타가 발을 뺀 1971년까지 2,005대가 생산되었다.
대한민국에서 생산되었던 차종 중 보기 드물게 수평대향식 엔진이 장착된 차종이다. 토요타의 공랭식 수평대향식 2기통 790cc 엔진이 장착되었으며, 이 엔진을 약간 개량한 유닛이 토요타 스포츠 800에 장착되었다. 공랭식 엔진의 특성상, 일정 거리를 달리면 잠시 차를 세우고 엔진을 식혔다가 다시 출발했다.
현재 대한민국에는 삼성화재교통박물관, 인하대학교, 안산산업역사박물관, 제주 세계 자동차 박물관, 금호상사에 각 1대씩 총 5대가 현존하고 있다. 이 중 금호상사가 보존하고 있는 차량이 2008년 8월 12일에 대한민국의 국가등록문화재 제401호로 지정되었다.
| 구분               | 2도어 쿠페 | 3도어 해치백 |
| ------------------ | ---------- | ------------ |
| 전장 (mm)          | 3,620      | 3,565        |
| 전폭 (mm)          | 1,415      | 1,415        |
| 전고 (mm)          | 1,380      | 1,385        |
| 축거 (mm)          | 2,130      | 2,130        |
| 승차 정원          | 5명        | 5명          |
| 변속기             | 수동 4단   | 수동 4단     |
| 구동 형식          | 후륜구동   | 후륜구동     |
| 연료               | 가솔린     | 가솔린       |
| 배기량 (cc)        | 790        | 790          |
| 최고 출력 (ps/rpm) | 43/5,000   | 43/5,000     |